# Roger Leenhardt
Roger Leenhardt (* 23. Juli 1903 in Montpellier, Département Hérault; † 4. Dezember 1985 in Paris) war ein französischer Regisseur, Filmproduzent und Drehbuchautor.

## Leben
Leenhardt wurde als Sohn einer bürgerlichen protestantischen Familie geboren, er studierte Literatur und Philosophie an der Universität Sorbonne in Paris. Er gründete 1934 die Filmproduktionsgesellschaft Les Films du Compas, die später unter dem Namen Roger Leenhardt Films bekannt wurde. Er war Produzent von Kurzfilmen und inszenierte zahlreiche Dokumentarfilme. Leenhardt war ein Verfechter des Autorenkinos und stellte das als Regisseur und Drehbuchautor mit dem 1948 produzierten Spielfilm Les dernières vacances unter Beweis. Er war Vize-Präsident des Syndicat des Producteurs de Films Éducatifs, Documentaires et de Courts Métrages. Sein Grab befindet sich in Calvisson im Département Gard, wo er die letzten 15 Jahre seines Lebens verbracht hatte.

## Filmografie (Auswahl)
- 1948: Les dernières vacances
- 1951: Victor Hugo
- 1951: Balzac (Kurzfilm; Produktion)
- 1951: Naissance du cinéma
- 1958: Daumier
- 1962: Das fremde Gesicht (Le rendez-vous de minuit)
- 1977: Pissaro